# Verzweigung Basel-Wiese
De Verzweigung Basel-Wiese is een knooppunt in Zwitserland. Op dit knooppunt bij de stad Bazel sluit de A3 aan op de A2/A3.

## Configuratie
Het knooppunt is een onvolledig knooppunt.

## Bijzonderheid
Op het knooppunt heeft de A3 een totso.